# Волібол

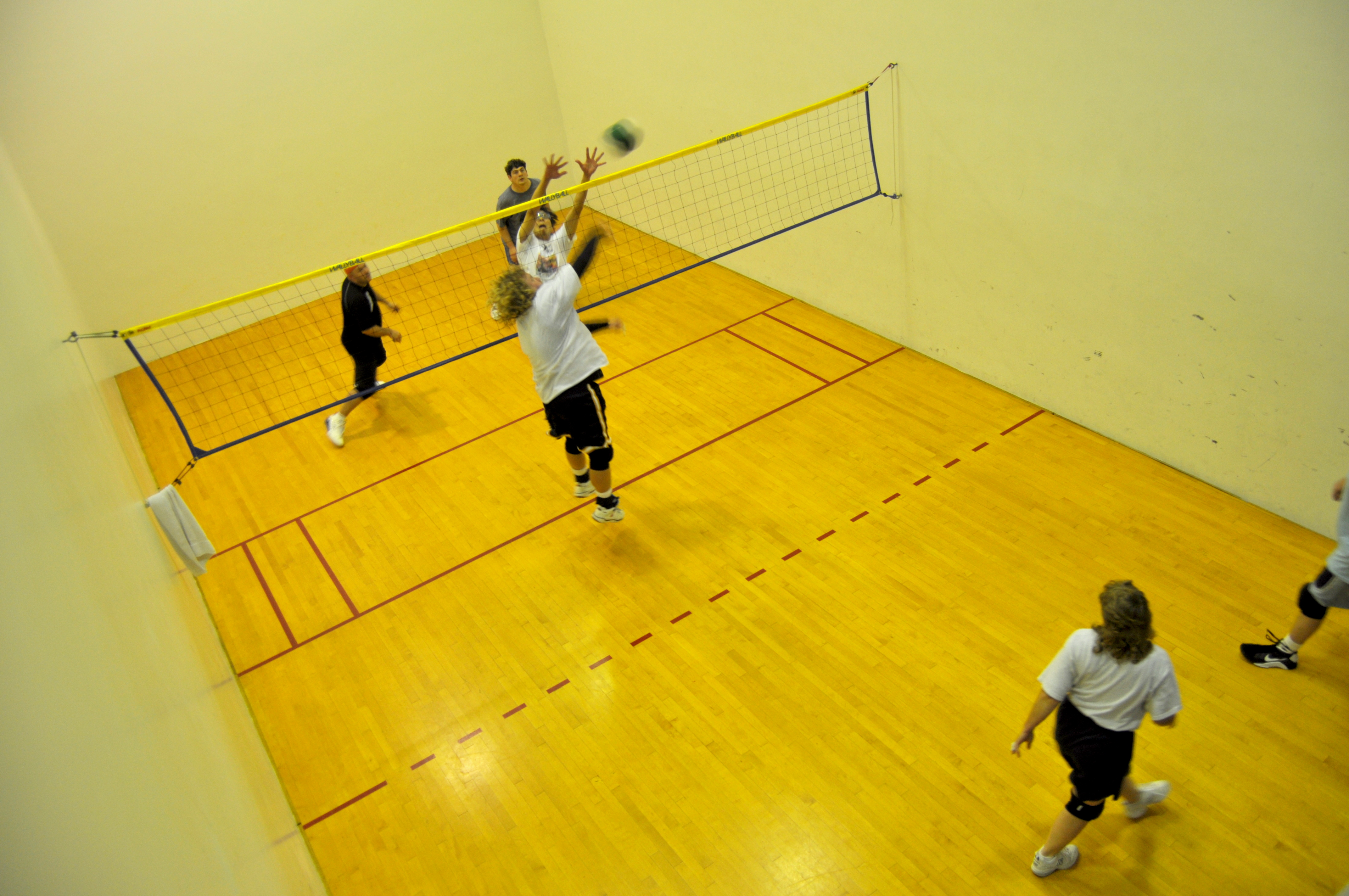
Гра у воллібол

Воллібол (також трапляється назва волейбол з відскоком) — це швидкий вид спорту, схожий на волейбол, в який грають на майданчику для ракетболу (англ. Racquetball), де дозволено відбивати м'яч від стін.
Слово «wallyball» це поєднання слів «wall» (стіна) та «volleyball» (волейбол).

## Історія
Американська асоціація волліболу (AWA) була заснована 1979 року. Проводять чемпіонат США серед чоловіків та жінок, а також серед студентів-кадетів. 

## Події
Воллібол поки що не набув міжнародного статусу, ігри проводять лише в США. 

## Кількість гравців
Кількість гравців у команді може варіюватися від двох до шести. Американська асоціація Волліболу дозволяє команди з двох, трьох або чотирьох гравців, тоді як в Офіційному збірнику правил гри у Воллібол для всіх рівнів гри також дозволено команди з п'яти та шести гравців.

## Майданчик та встаткування
У Воллібол грають на корті для ракетболу розміром 40 футів (12 м) завдовжки, 20 футів (6 м) завширшки та 20 футів (6 м) щаввишки. Центральна лінія ділить майданчик навпіл. Сітка підвішують над центральною лінією, перетинаючи нею всю ширину майданчика. Сітка завширшки 3 фути (0,91 м), заввишки для чоловічих команд 8 футів (2,44 м) над підлогою та не більше 7 футів 6 дюймів (2,29 м) для жінок. Дві зони подачі розташовані з кожного боку, вони простягаються по всій ширині майданчика та на відстані 1 фута від кожної торцевої стіни. М'яч має сферичну форму, важить від 9 та 10 унцій (255 та 283 г) і становить 25 до 27 дюймів (64 до 69 см) в окружності (такого ж розміру, як звичайний волейбольний м'яч). М'яч виготовлено з гуми.

## Нарахування очок
Воллібол може використовувати два типи підрахунку очок. Перший має назву ралі (офіційно почав використовуватися 1989 року). Очко нараховують за кожну подачу до моменту, коли одна з команд досягає «точки замерзання». Після цього очко нараховують за наступний сайд-аут, і з цього моменту кожна команда повинна подавати, щоб набрати очко. «Точка замерзання» змінюється залежно від кількості очок, необхідних для перемоги в грі. «Точка замерзання» на три очки менша за кількість очок, необхідну для перемоги в грі. Також широко використовують методи підрахунку очок у волейболі з використанням бокового удару та немодифікованого розіграшу. У Волліболі це називають швидкісним підрахунком очок.
Значна частина стратегії, яку використовують у Волліболі, подібна до тої, яку використовують у волейболі. У традиційній грі на трьох гравців вигідно використовувати одного блокувальника, одну людину для захисту від короткого, м'якого удару, а останню людину для захисту від ударів поверх голів інших гравців, але все ще в межах поля. У нападі широко прийнята стратегія полягає в тому, щоб призначити одного гравця для виконання всіх других ударів, щоб інші гравці команди могли підготуватися до третього удару. Крім того, вирішальне значення має варіювання кількості дотиків до м'яча, перш ніж він перелетить через сітку.
Хоча деякі тактики у волейболі ефективні у волліболі, є кілька, які майже повністю унікальні для волліболу та дуже суперечать інтуїції пересічного волейболіста. Обробка м'яча у Волліболе більш сувора. Ротація при передачах рук уважно контролюється, а прийом м'яча має бути виконаний чисто. Стів Фурман, національний директор з правил волейболу з понад 20-річним стажем, наголошує, що «воллібол, волейбол з підбираннями та волейбол – це різні ігри з різними правилами». Він каже, що «багато закладів дотримуються правил гри, що чудово! Під час відвідування санкціонованого турніру з волейболу цих правил, ймовірно, не існує. Наприклад, будь-які удари «кистю» заборонені». 2000 року Фурман співпрацював з волейбольною організацією США над кодифікацією правил поводження з м’ячем для волліболу та волейболу, які сьогодні чинні лише для волейболу.[джерело?]
Гравці легально ставили подачі, спайки та хіти з місця у воллібол з моменту винайдення цього виду спорту. Легальне обертання виконують за допомогою контакту з м'ячем не в центрі під час удару. М'яч повинен відскочити від руки гравця (а не покотитися по ній), щоб бути хорошим, чистим ударом з обертанням.

## Обмеження ударів об стінку та стелю
Під час подачі м'яч може вдаритися об одну бічну стінку з будь-якого боку сітки. Воно не може вдаритися об задню стіну або дві стіни. М'яч також не може вдаритися об стелю, коли перетинає сітку. Те саме стосується і під час удару. М'яч може вдарити будь-яку кількість стін та задню стіну і стелю, упродовж трьох ваших ударів з вашого боку. Однак, як тільки м'яч перетинає сітку, він повинен відповідати правилу однієї стіни та відсутності стелі, інакше він за межами поля. Якщо ви вдарилися об стіну збоку, м'яч не може вдарити іншу після перельоту над сіткою. Хоча є багато груп гравців, які вирішують включати удар об дві стінки та задню стінку до списку дозволених ударів навіть після переходу через сітку. Хоча це й не є частиною офіційних правил, багато хто вважає, що це додає хаотичності та веселощів до гри.

## Перерви
Дозволено дві перерви по 30 секунд кожна. Якщо використовують більше перерв, ніж дозволено, призначають штраф. Штрафи можуть бути у вигляді одного очка, конфіскації гри або відсторонення капітана від гри.

## Подача
Гравець, який перебуває на задній лінії майданчика, вводить м'яч у гру, вдаряючи по ньому лише однією рукою або будь-якою частиною своєї руки. Подача у стрибку дозволена. Щоб подача була хорошою, м'яч повинен пройти над сіткою, не торкаючись її чи будь-яких інших гравців команди, що подає. Крім того, м'яч не може торкатися двох або більше стін перед грою, задньої стіни суперника або стелі корту. Якщо гравець, що подає, зловить м'яч під час жеребкування подачі, буде зараховано сайд-аут. Жоден член команди, що подає, не може намагатися будь-яким чином загороджувати супернику вид на гравця, який подає. Команда повинна дотримуватися своєї послідовности подачі впродовж усього матчу. Якщо виявиться, що гравці перебувають у невідповідній розстановці, гру негайно зупиняють, будь-які очки, здобуті, поки подавач перебував у недозволеній позиції, анулюються, і оголошують сайд-аут.

## Зовнішні покликання
- Інформаційна мережа Воллібол
- Американська асоціація Волліболу